# Nachtdienst
Als Nachtdienst (oder je nach Berufsgruppe: Nachtschicht) wird eine regulär vereinbarte Arbeitszeit zwischen meist 22 und 6 Uhr bezeichnet. In der Schweiz unterscheidet man zwischen Abendarbeit (20 bis 23 Uhr) und Nachtarbeit (23 bis 6 Uhr). In § 2 Arbeitszeitgesetz (ArbZG) ist die Zeit von 23 bis 6 Uhr (in Bäckereien und Konditoreien 22 bis 5 Uhr) als Nachtzeit festgelegt. Nachtarbeit liegt nach diesem Gesetz dann vor, wenn die Arbeit mehr als zwei Stunden der Nachtzeit umfasst. Als Nachtarbeitnehmer gilt nach dem Gesetz, wer „normalerweise Nachtarbeit in Wechselschicht zu leisten“ hat oder „Nachtarbeit an mindestens 48 Tagen im Kalenderjahr“ leistet. Zwischen Nachtschichtarbeit und Nachtarbeit ist in Deutschland zu unterscheiden; es ist zulässig, in einem Tarifvertrag für die körperlich mehr belastende unregelmäßige Nachtarbeit eine höhere Entlohnung zu vereinbaren, als für die weniger belastende regelmäßige Nachtschichtarbeit.
Der Nachtdienst wird in den betroffenen Berufsgruppen durch möglichst einvernehmlich erstellte Dienstpläne oder Schichtpläne geregelt und meist durch Zuschläge zum Arbeitsentgelt vergütet. Zum Ausgleich der Mehrbelastung sind gewisse Arbeitspausen einzuhalten und müssen dem Nachtdienst freie Tage folgen. § 6 ArbZG fordert, sofern ein Tarifvertrag nichts anderes regelt, zusätzliche bezahlte freie Tage oder einen Entgeltzuschlag. Die in § 5 geforderte Ruhezeit (nicht zu verwechseln mit Erholungszeit) von mindestens 11 Stunden nach einer Arbeitszeit schließt einen direkten Wechsel in einen anschließenden Früh- oder Spätdienst aus, sodass nach einer Nachtdienstperiode regelmäßig ein freier Tag folgt.
In Einzelfällen oder nach branchenspezifischer Vereinbarung kann die Abgeltung der Erschwernisse auch durch höher gewichtete Überstunden oder im Urlaubs- oder Zeitausgleich (Zeitgutschrift) erfolgen. Je nach Branche kann es dafür auch Sonderregelungen geben.

## Betroffene Berufsgruppen
Nachtdienste in größerem Ausmaß sind in allen jenen Berufen und Organisationen unerlässlich, deren Dienste rund um die Uhr verfügbar sein müssen, etwa
- bei Feuerwehr, Polizei, Justizvollzug und Rettungsdienst, bei Bundeswehr bzw. Bundesheer, im Verkehrswesen oder beim Zolldienst,
- in allen Krankenhäusern und Pflegeheimen,
- bei Energieversorgern und wichtigen Entsorgungs-Betrieben,
- Industriebetriebe mit besonders teuren Produktionsanlagen (Bergbau, Glasherstellung) oder sehr langwierigen Anfahrzeiten (Stahl, Papier, Chemie),
- in Funk- und Zeitdiensten, meteorologischen Wetterdiensten usw.,
- in der Schifffahrt
- im Personen- und Güterverkehr
- in Wachdiensten, bei Portieren, Tankstellen, Hotels, Notdienste von Apotheken usw.
- fallweise in der Bauwirtschaft und bei Großprojekten, deren Betreuung oder Überwachung auch in der Nacht erfolgen muss,
- fallweise im Vermessungswesen, wenn Messungen bei Tag nicht möglich sind (starker Bahn- oder Straßenverkehr, Tunnelbau, Projekte der Astrometrie und Satellitengeodäsie)
- fallweise in Wissenschaft und Forschung (Langzeitversuche)
- Hotellerie ab einschl. vier Sternen
- Freizeitvergnügen wie Gastronomie, Theater, Konzerte, Casinos, Fitnesszentren und Diskotheken
- für alle weiteren Dienstleister, deren Organisation Journal- oder Bereitschaftsdienste erfordert.

Daneben ist Nachtarbeit in einigen speziellen Berufen üblich, bei denen Tätigkeiten anfallen, die überhaupt nur spät abends und nachts ausgeübt werden können, weil sie Dunkelheit voraussetzen – etwa in der klassischen optischen oder Infrarot-Astronomie. Hierzu kann man auch jene Betriebe der Gastronomie zählen, die von den Kunden hauptsächlich spät abends und nachts nachgefragt werden, wie etwa Diskotheken und Nachtclubs.

## Arbeitsrechtliche Regelungen
Die arbeits- und betriebsrechtliche sowie finanzielle Regelung der Nachtdienste kann auf unterschiedliche Art erfolgen. Wichtige Rechtsgrundlagen finden sich unter anderem im deutschen Arbeitszeitgesetz, in eigenen Betriebsvereinbarungen oder übergreifend in den Österreich: Kollektivverträgen, Deutschland: Tarifverträgen geregelt.
Besonders gewichtig sind solche Verhandlungen in solchen Industriezweigen, wo die nächtliche Unterbrechung der Produktion zu größeren technischen oder ökonomischen Nachteilen führen würde – wie etwa in der Stahlindustrie und ihren im 24-Stunden-Betrieb laufenden Hochöfen, oder bei öffentlichen Verkehrsträgern wie der Bahn.
Die Regelung von nur fallweise erforderlichen Nachtdiensten ist dem Einvernehmen zwischen Arbeitgeber und Arbeitnehmer überlassen, hat aber adäquate Regelungen im Steuerrecht und meist auch im Versicherungswesen – zum Beispiel im Fremdenverkehr und im Gastgewerbe, für nur bei Nacht sinnvolle Exkursionen, für technische oder studentische Außendienste oder für militärische oder sonstige Nachtübungen. Länderweise unterschiedliche Sonderregelungen finden sich auch bei den Alten- und Pflegediensten, im Not- und Polizeidienst, für die Vergnügungs- und Freizeitindustrie, für Bordelle etc. und für Taxi- und vergleichbare Unternehmen.

## Arbeitnehmer-Schutz
Schwangere oder stillende Frauen dürfen nicht zwischen 20 Uhr und 6 Uhr beschäftigt werden (§ 5 Abs. 1 MuSchG), Jugendliche dürfen nur in der Zeit von 6 bis 20 Uhr beschäftigt werden (§ 14 Abs. 1 JArbSchG).
Im Krankenhaus und bei Notdiensten, Pflege- und Sozialdiensten ist die Regelung der Schichtdienste, der Nacht- und Frühdienste in Deutschland, Österreich und teilweise auch in der Schweiz ein immer wiederkehrendes Diskussionsthema. Beispielhaft sei auf in 2007 in Deutschland geführten Verhandlungen bei der Deutschen Bahn und mit den Ärzten in Zusammenhang mit Nacht- und Bereitschaftsdiensten sowie für Regelungen bei Wechselzeiten verwiesen.

## Arbeitsmedizinische Aspekte
Praktisch alle Körperfunktionen unterliegen einem tagesperiodischen Wechsel. Die circadianen Rhythmen der einzelnen physiologischen Funktionen sind trotz der unterschiedlichen Lage ihrer Minima und Maxima funktional aufeinander abgestimmt und determinieren den permanenten Wechsel zwischen der Leistungsbereitschaft am Tage (ergotrope Phase) und der Erholungsbereitschaft in der Nacht (trophotrope Phase). Die für die Nachtarbeit typische Belastung ist die willkürliche Verschiebung des Schlaf-Aktivitätswechsels. Für alle Nachtarbeiter besteht demzufolge die objektive Belastung darin, dass zeitverschoben zur Tagesperiodik wesentlicher Körperfunktionen gearbeitet und geschlafen werden muss. Es gibt zwar keine spezifische Erkrankung durch Nachtarbeit. Häufig genannte Beschwerden sind aber
- Schlafstörungen,
- Appetitlosigkeit,
- Magenbeschwerden,
- innere Unruhe, Nervosität,
- bei Schlafdefizit vorzeitige Ermüdbarkeit.[6]

Zusätzlich zur biologischen Wirkung kann Schichtarbeit auch zu sozialer Desynchronisation führen, da die mit Schichtarbeit verbundenen zeitlichen Veränderungen in der Lebensweise des Schichtarbeiters im Widerspruch zu den zeitlichen Gewohnheiten seines Lebensumfelds stehen.
Je später am Abend das Arbeitsende liegt, um so eher sind negative Auswirkungen auf die Beschäftigten zu erwarten, denn durch ein späteres Ende und die anfallenden Wegezeiten verzögert sich der Beginn des Nachtschlafs. Die Folge sind eine geringere Dauer und eine schlechtere Qualität des Schlafes. Kommt dies häufiger in Folge vor, baut sich ein Schlafdefizit auf. Durch die damit verbundene Übermüdung entsteht ein erhöhtes Unfall- und Fehlerrisiko, wobei sich letzteres negativ auf die Qualität der Arbeit auswirken kann.
Die International Agency for Research on Cancer (IARC) hat im Oktober 2007 Schichtarbeit mit zirkadianer Disruption beziehungsweise Chronodisruption (CD) als „wahrscheinlich krebserregend“ eingestuft, da die Belege beim Menschen zwar „begrenzt“, aber in Tierexperimenten bereits ausreichend schienen. 2011 gab es weitere Hinweise auf derartige Zusammenhänge.